# Баба гануш
Баба гануш или бабагануш (на латиница: baba ghanoush, baba ganoush, baba ganouj или baba ghanouj; на арабски: بابا غنوج; на гръцки: μελιτζανοσαλάτα; на руски: баклажанная икра) е типична за Близкия изток разновидност на кьопоолуто. Освен традиционните патладжани, чесън и магданоз, в баба гануш обикновено се слагат и сусамов тахан, лимонов сок и зехтин. 

Примерната рецепта включва 6 патладжана, сокът от два лимона, 2 супени лъжици тахан, сол на вкус, 1 едра скилидка чесън, 1/4 чаша (една връзка) нарязан пресен магданоз и 2 супени лъжици зехтин.